# Explainer video
Explainer videa jsou krátká online videa používaná na vysvětlení produktu nebo služby firmy. Jsou to krátká marketingová videa (většinou kratší než 2 minuty) používaná značkami, online společnostmi a korporacemi k vysvětlení toho jak produkt nebo služba fungují. Mají specifické marketingové cíle zaměřené na cílovou skupinu a jsou zpracovány v jednoduchém a zábavném stylu.
Následující jsou hlavní marketingové výhody tohoto druhu videí, podporované několika výzkumy a průzkumy:
- Zlepšení online viditelnosti (SEO): web s video obsahem má 53krát větší šancí, že se zobrazí na první stránce vyhledávače Google.[1]
- Redukce opuštění webu: průměrný čas strávený na webové stránce je 8 sekund, s videem se zvyšuje až na 2 minuty.[2]
- Zvýšení konverzního poměru: Explainer video na titulní stránce zvyšuje konverze až o 64 % (přeměňuje návštěvníky na zákazníky)[3], zákazník eshopu koupí produkt až o 144 % častěji pokud je přítomné produktové video.[4]
- Nejlepší návratnost: 52 % amerických marketingových odborníků zmiňuje marketingové video jako typ online obsahu s nejlepší návratností investice [5]
- Animované vysvětlující videa jsou ideální metodou, jak snadno a správně promluvit s cílovými skupinami[6][7][8]